# Nathan Burns
Nathan Burns (Blayney, Austràlia, 7 de maig de 1988) és un futbolista australià que juga com a davanter. Va disputar 18 partits amb la selecció d'Austràlia.

## Estadístiques
| Selecció d'Austràlia | Selecció d'Austràlia | Selecció d'Austràlia |
| Anys                 | Partits              | Gols                 |
| -------------------- | -------------------- | -------------------- |
| 2007                 | 1                    | 0                    |
| 2008                 | 1                    | 0                    |
| 2009                 | 0                    | 0                    |
| 2010                 | 2                    | 0                    |
| 2011                 | 3                    | 0                    |
| 2012                 | 0                    | 0                    |
| 2013                 | 0                    | 0                    |
| 2014                 | 0                    | 0                    |
| 2015                 | 11                   | 1                    |
| Total                | 18                   | 1                    |